# Symphonium (muziekinstrument)

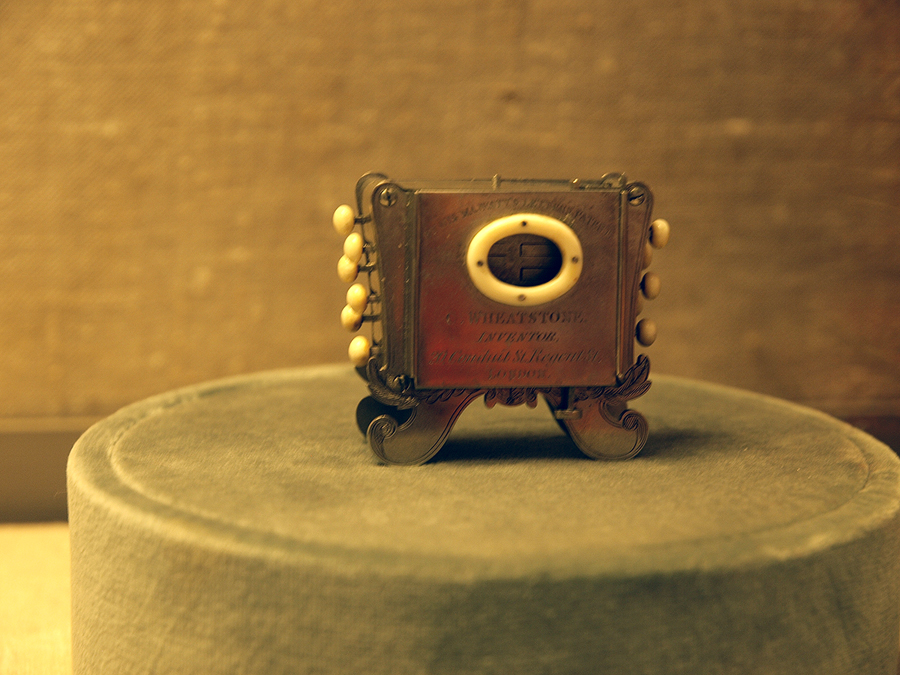
Een symphonium, rond 1830 vervaardigd uit nikkel en zilver door Charles Wheatstone in Londen, in het Museum of Fine Arts, Boston. Het mondstuk en de knoppen zijn van ivoor.

Een symphonium, knoppenharmonica of mondorgel is een muziekinstrument, dat zowel tot de lamellofonen als de aerofonen behoort.
Het symphonium is ontwikkeld en in 1829 gepatenteerd door Charles Wheatstone en is de voorloper van de Engelse concertina. 
Het instrument is een metalen doos met een mondstuk, waardoor lucht met de mond wordt geblazen. In het instrument bevinden zich metalen lamellen die door de luchtstroom in trilling worden gebracht en zo een klank voortbrengen. De gewenste klank komt tot stand door een of meer knoppen, die opzij van het instrument zijn aangebracht, in te drukken tijdens het blazen en die zo de desbetreffende lamellen en trilling brengen. Het ontwerp bezat zestien knoppen die diatonisch aangebracht waren met een extra lage toon. Het toonbereik lag op ruim twee octaven. Latere modellen hadden ook halve tonen naar het nieuwe systeem. De knoppen waren aan beide zijden van de doos aangebracht. Een verdere ontwikkeling leidde tot het ontstaan van de Engelse concertino. De metalen lamellen waren van goud of zilver, maar Wheatstone experimenteerde met legeringen van andere metalen, wat tot leerschool diende voor andere bouwers van dergelijke muziekinstrumenten. Voor de concertina's koos hij voor de stalen lamellen.